# Мейстер, Яков Готлибович
Яков Готлибович Мейстер (род. 11 сентября 1955, Копейск) — немецкий, ранее советский и российский шахматист, гроссмейстер (2008).
Поделил 2—6 места в личном первенстве ВЦСПС (1987).
Участник 58-го, последнего в истории чемпионата СССР по шахматам (1991) — 50—56 места.
В составе команды «Полёт» (Челябинск) серебряный призёр 2-го командного первенства СССР (1990) в г. Подольске. При этом показал лучший результат на 4-й доске. В составе этой команды также участвовал в 2-х Кубках европейских клубов: 1992 (команда выиграл «серебро») и 1995 (команда выиграл «бронзу»).
Участник пяти командных чемпионатов России. Лучшего результата добился в составе клуба «Кадыр» (Челябинск) в ходе 2-го командного чемпионата России (1994) в г. Колонтаеве — выиграл 2 золотые медали (в команде и в индивидуальном зачёте).
В составе клуба «ŠK Slovan Levice» участник 2-х командных чемпионатов Словакии (1994—1995). В 1994 выиграл серебряную медаль в индивидуальном зачёте.
В составе клуба «Emanuel Lasker Gesellschaft» участник 2-х командных чемпионатов мира среди сеньоров в категории 50+ (2015—2016).

## Изменения рейтинга
| Графики недоступны из-за технических проблем. См. информацию на Фабрикаторе и на mediawiki.org. |